# Jimmy Dunne
James „Jimmy” Dunne (ur. 3 września 1905 w Dublinie, zm. 14 listopada 1949 tamże) – irlandzki piłkarz występujący na pozycji napastnika, reprezentant Irlandii w latach 1928–1939, trener piłkarski.
Jako jeden spośród 39 piłkarzy reprezentował Irlandię pod auspicjami obu związków – IFA (1928–1932) oraz FAI (1930–1939). Jest rekordzistą angielskiej ekstraklasy w liczbie kolejnych spotkań ze zdobytym golem, wynoszącym 12 meczów. Z 41 bramkami w sezonie 1930/31 jest irlandzkim piłkarzem, który strzelił najwięcej goli w jednym sezonie ligi angielskiej na szczeblu profesjonalnym.

## Kariera klubowa
Karierę sportową rozpoczął pod koniec lat 1910., uprawiając futbol gaelicki. Z powodu nasilających się w społeczeństwie nastrojów nacjonalistycznych został w 1922 roku internowany przez władze Wolnego Państwa Irlandzkiego. W trakcie pobytu w ośrodkach reedukacyjnych grywał w piłkę nożną. Po odzyskaniu wolności, w latach 1922–1923 szkolił się w dublińskich klubach piłkarskich Parkview FC i Riverside Atletic. Latem 1923 roku rozpoczął grę na poziomie seniorskim w Shamrock Rovers FC, gdzie spędził 2,5 roku w drużynie rezerw, z którą wygrał w sezonie 1924/25 rozgrywki Leinster Senior League Senior Division oraz wywalczył LFA Metropolitan Cup. W październiku 1925 roku przeniósł się do angielskiego klubu New Brighton AFC (Third Division), dla którego zdobył 6 goli w 8 występach.
W lutym 1926 roku za kwotę 800 funtów przeszedł do Sheffield United FC i został włączony do składu zespołu rezerw, gdzie występował przez 3 kolejne sezony. 4 września 1926 zadebiutował w First Division w wygranym 4:0 meczu z Arsenal FC. 15 października 1927 zdobył pierwszą bramkę w angielskiej ekstraklasie w spotkaniu przeciwko Derby County FC (1:0). Z nadejściem sezonu 1929/30 rozpoczął regularne występy w podstawowym składzie pierwszej drużyny. Uzyskał hat trick w meczach przeciwko Leicester City FC (3:3) i Blackburn Rovers FC (5:7) oraz zdobył po 4 gole w spotkaniach z Leicester City FC (7:1) i West Ham United FC (4:2). Zakończył sezon jako najlepszy strzelec klubu z 36 trafieniami w 39 meczach, co pomogło Sheffield United FC uniknąć degradacji dzięki korzystniejszemu bilansowi bramek nad Burnley FC. W kolejnych 3 sezonach Dunne ponownie był najskuteczniejszym strzelcem w swoim zespole z odpowiednio: 41, 33 i 26 trafieniami w lidze. W okresie pomiędzy 24 października 1931 a 1 stycznia 1932 zdobył co najmniej jedną bramkę w 12 kolejnych ligowych meczach (łącznie 18), ustanawiając rekord angielskiej ekstraklasy.
Na początku 1932 roku władze Arsenal FC, prowadzonego przez Herberta Chapmana, złożyły za Dunne’a ofertę opiewającą na 10 tys. funtów, która została odrzucona. We wrześniu 1933 roku, z powodu problemów finansowych klubu, zaakceptowano kwotę transferową w wysokości 8250 funtów. W sezonie 1933/34 zdobył on 9 bramek w 21 występach i wywalczył mistrzostwo Anglii. Po przyjściu do klubu Teda Drake’a latem 1934 roku pełnił rolę jego zmiennika. W lutym 1935 odrzucono ofertę odkupienia go, złożoną przez Sheffield United FC. W lipcu 1936 roku odszedł do Southampton FC, dla którego na poziomie Second Division w 36 występach strzelił 14 bramek. W połowie 1937 roku odrzucił propozycję nowego kontraktu i odszedł do Shamrock Rovers FC, obejmując posadę grającego trenera. W latach 1937–1942 wywalczył z tym klubem dwukrotnie mistrzostwo Irlandii, krajowy puchar oraz dwukrotnie Puchar Ligi. W 1942 roku zakończył karierę zawodniczą.

## Kariera reprezentacyjna

### Irlandia (IFA)
W latach 1928–1932 występował w drużynie narodowej Irlandii administrowanej przez IFA, którą reprezentował podczas czterech edycji turnieju British Home Championship. Zadebiutował 4 lutego 1928 w przegranym 1:2 spotkaniu przeciwko Walii w Belfaście. 20 października 1930 zdobył pierwszą bramkę w reprezentacji w meczu z Anglią w Sheffield, przegranym 1:5. Ogółem zanotował 7 występów, w których strzelił 4 gole. W 3 spotkaniach pełnił funkcję kapitana zespołu.
Bramki w reprezentacji IFA
| LP | Data                 | Miejsce                    | Przeciwnik | Bramka | Rezultat | Ranga meczu                       |
| -- | -------------------- | -------------------------- | ---------- | ------ | -------- | --------------------------------- |
| 1. | 20 października 1930 | Bramall Lane, Sheffield    | Anglia     | 1:5    | 1:5      | British Home Championship 1930/31 |
| 2. | 22 kwietnia 1931     | Racecourse Ground, Wrexham | Walia      | 1:2    | 2:3      | British Home Championship 1930/31 |
| 3. | 19 września 1931     | Ibrox Park, Glasgow        | Szkocja    | 1:1    | 1:3      | British Home Championship 1931/32 |
| 4. | 17 października 1931 | Windsor Park, Belfast      | Anglia     | 1:3    | 2:6      | British Home Championship 1931/32 |

### Irlandia (FAI)
W latach 1930–1939 występował w drużynie narodowej Irlandii administrowanej przez federację FAI, którą reprezentował w rozgrywkach pod auspicjami FIFA. Zadebiutował 11 maja 1930 w wygranym 3:1 spotkaniu towarzyskim z Belgią w Brukseli, w którym zdobył 2 gole. Od września 1938 roku do momentu wybuchu II wojny światowej był kapitanem drużyny. Ogółem w reprezentacji FAI zanotował 15 występów, w których strzelił 13 bramek.
Bramki w reprezentacji FAI
| LP  | Data                 | Miejsce                                | Przeciwnik     | Bramka | Rezultat | Ranga meczu                       |
| --- | -------------------- | -------------------------------------- | -------------- | ------ | -------- | --------------------------------- |
| 1.  | 11 maja 1930         | Stade à Molenbeek-Saint-Jean, Bruksela | Belgia         | 1:1    | 3:1      | Mecz towarzyski                   |
| 2.  | 11 maja 1930         | Stade à Molenbeek-Saint-Jean, Bruksela | Belgia         | 2:1    | 3:1      | Mecz towarzyski                   |
| 3.  | 17 marca 1936        | Dalymount Park, Dublin                 | Szwajcaria     | 1:0    | 1:0      | Mecz towarzyski                   |
| 4.  | 3 maja 1936          | Hungária körúti stadion, Budapeszt     | Węgry          | 1:1    | 3:3      | Mecz towarzyski                   |
| 5.  | 3 maja 1936          | Hungária körúti stadion, Budapeszt     | Węgry          | 3:2    | 3:3      | Mecz towarzyski                   |
| 6.  | 9 maja 1936          | Stade Municipal, Luksemburg            | Luksemburg     | 1:0    | 5:1      | Mecz towarzyski                   |
| 7.  | 9 maja 1936          | Stade Municipal, Luksemburg            | Luksemburg     | 4:1    | 5:1      | Mecz towarzyski                   |
| 8.  | 17 maja 1937         | Wankdorfstadion, Berno                 | Szwajcaria     | 1:0    | 1:0      | Mecz towarzyski                   |
| 9.  | 10 października 1937 | Ullevaal Stadion, Aker                 | Norwegia       | 1:2    | 2:3      | Eliminacje Mistrzostw Świata 1938 |
| 10. | 7 listopada 1937     | Dalymount Park, Dublin                 | Norwegia       | 1:0    | 3:3      | Eliminacje Mistrzostw Świata 1938 |
| 11. | 18 maja 1938         | Letenský Stadion, Praga                | Czechosłowacja | 2:2    | 2:2      | Mecz towarzyski                   |
| 12. | 18 września 1938     | Dalymount Park, Dublin                 | Szwajcaria     | 2:0    | 4:0      | Mecz towarzyski                   |
| 13. | 13 listopada 1938    | Dalymount Park, Dublin                 | Polska         | 3:1    | 3:2      | Mecz towarzyski                   |

## Kariera trenerska
W latach 1937–1942 prowadził jako grający trener Shamrock Rovers FC, z którym zdobył dwukrotnie mistrzostwo Irlandii (1937/38, 1938/39), Puchar Irlandii (1939/40) oraz dwukrotnie wygrał Puchar Ligi (1937/38, 1941/42). W 1942 roku odszedł z zespołu z powodu konfliktu z zarządem i objął posadę szkoleniowca Bohemian FC. W sezonie 1944/45 dotarł do finału Puchar Irlandii, w którym jego klub uległ 0:1 Shamrock Rovers FC. Latem 1945 roku zwyciężył w rozgrywkach Dublin and Belfast Inter-City Cup. Na początku 1947 roku powrócił do Shamrock Rovers FC, z którym wygrał w 1948 roku krajowy puchar, pokonując w meczu finałowym 2:1 Drumcondra FC. Prowadził klub do momentu śmierci, która miała miejsce 14 listopada 1949.

## Życie prywatne
Urodził się w 1905 roku w dublińskiej dzielnicy Ringsend jako syn Thomasa Dunne’a i Catherine Dunne z d. Shea. Był żonaty z Eileen, z którą miał czwórkę dzieci: synów Tommy’ego (1932–2015) i Jimmy’ego (1935–1984) oraz córki Eileen i Maureen. Jego obaj synowie, bratanek Tommy Dunne (1927–1988) oraz siostrzeniec Christy Doyle (ur. 1938) również byli piłkarzami. Pochodził z rodziny o poglądach nacjonalistycznych i republikańskich, która popierała IRA, za co w 1922 roku był internowany przez władze Wolnego Państwa Irlandzkiego w obozach w Curragh i Portlaoise, gdzie prowadził strajk głodowy. Zmarł w 1949 roku na zawał serca w swoim domu w Dublinie w dzielnicy Sandymount.

## Sukcesy

### Jako piłkarz
Shamrock Rovers FC
- mistrzostwo Irlandii: 1937/38, 1938/39
- Puchar Irlandii: 1939/40
- Puchar Ligi: 1937/38, 1941/42

Shamrock Rovers FC B
- Leinster Senior League Senior Division: 1924/25
- LFA Metropolitan Cup: 1924/25

Arsenal FC
- mistrzostwo Anglii: 1933/34

### Jako trener
Shamrock Rovers FC
- mistrzostwo Irlandii: 1937/38, 1938/39
- Puchar Irlandii: 1939/40, 1947/48
- Puchar Ligi: 1937/38, 1941/42

Shamrock Rovers FC B
- Leinster Senior Cup: 1937/38

Bohemian FC
- Dublin and Belfast Inter-City Cup: 1945